# 케우르보스
케우르보스(학명: Keurbos susanae 케우르보스 수사나이[*])는 남아프리카공화국의 시더버그층 내에 있는 라거슈테테 화석 발굴지인 숨 셰일에서 발견된, 오르도비스기 최후반기 (히르난트절)에 출현했다 멸종하여 베일에 가려진 절지동물이다. 케우르보스속의 단일종이다. 두 점의 표본이 밝혀져 있으며, 한 점은 거의 온전하며 나머지 하나는 몸의 일부만이 남아있다. 이 표본들은 내장기관을 매우 잘 보존해놓았으면서도 외골격은 거의 남아있지 않다. 머리 및 다리의 빈약한 보존 때문에 절지동물문 내 정확한 위치는 분류 불명이다. 케우르보스는 빙하기 직후에 살았으며 차가운 대양분지에 서식했다.

## 발견사와 학명
C1002 모식표본은 갑각, 다리 머리 대부분을 제외하고 잘 보존된 표본으로 연조직이 남아있다. 사라 가봇(Sarah Gabbott) 레스터 대학교 교수가 2000년 경의 탐사 도중 남아프리카공화국의 숨 셰일(Soom Shale, 시더버그 누층)에서 발견한 것으로 '수'(Sue)라는 별칭이 붙었다. 2007년에 출판된 예술 작품에서 비공식상 '케우르보시아'(Keurbosia)로 명명했다. 한편 C2044 부모식표본은 15cm의 몸길이를 가진 것으로 추정되는 몸 일부분으로 구성된다. 두 표본의 부위 및 대응부위 모두 보존되어 있으며  머리구조는 모식본의 대응부위에서 획득하였다.

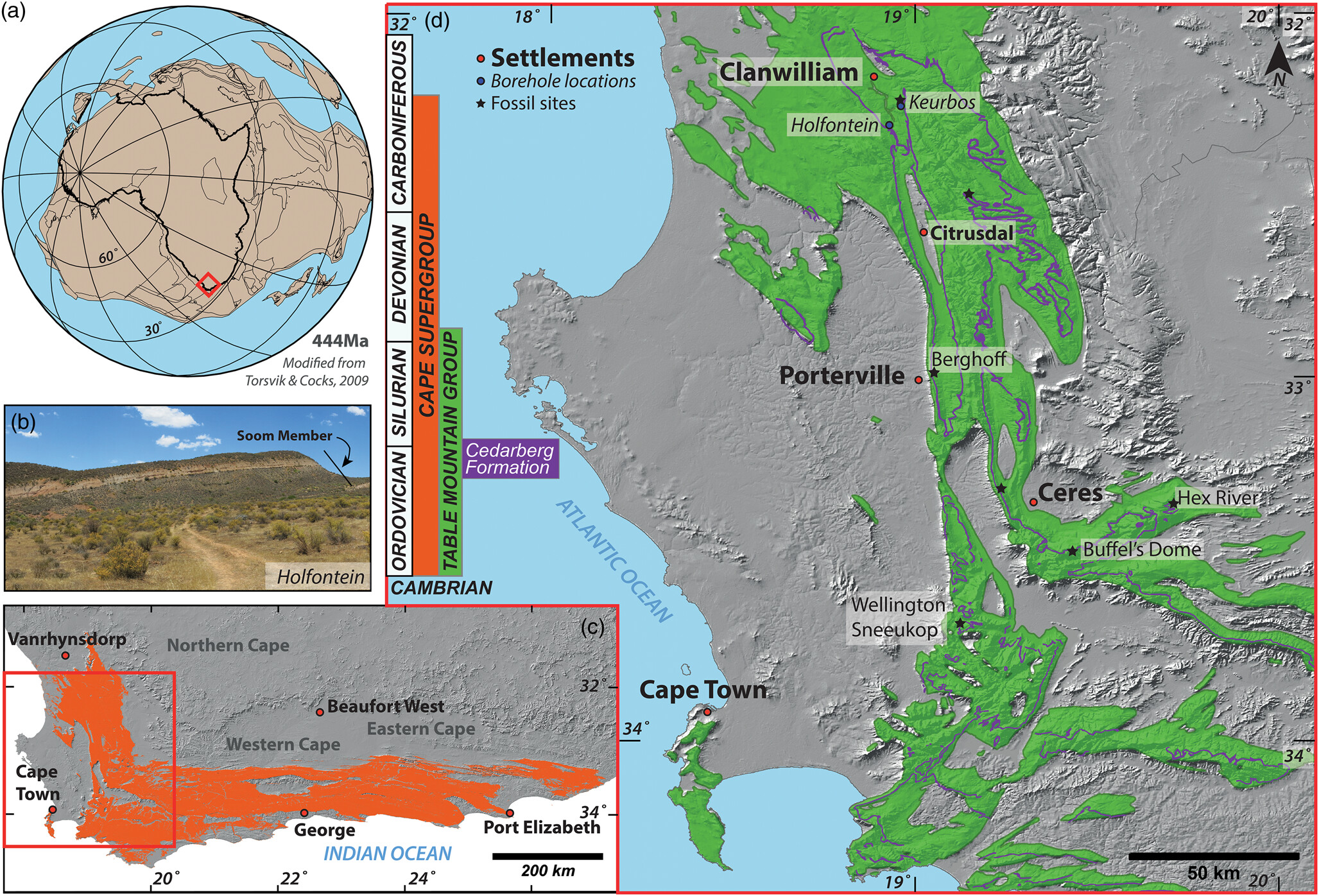
퇴적 시기의 고지리적 복원과 함께 이루어진 숨 셰일의 일부인 테이블산 층군의 넓은 분포 범위

케우르보스는 2025년에 《Papers in Palaeontology》의 논문으로 공식 기재되었으며, 논문 저자는 사라 가봇, 그레고리 에지콤(Gregory Edgecombe), 요하네스 테론(Johannes Theron) 및 리차드 알드리지(Richard Aldridge)이다. 속명 케우르보스(Keurbos)는 이 동물의 화석이 발견된 농장에서 유래하였으며, 종소명 수사나이(susanae)는 사라 가봇의 어머니인 수잔 가봇의 이름에서 따왔다.
케우르보스는 숨 셰일에서 매우 희귀한 것으로 보이며, 20년에 걸쳐 단 두 점의 표본만이 발견되었고 몇 달간의 현장 조사가 이루어졌다. 이와 더불어, 완모식표본이 발견된 모식지는 채석 활동으로 인해 상당한 양의 폐석이 발굴현장을 뒤덮고 있기 때문에 현재 화석을 수집하는 것이 불가능하다.

## 특징
특이하게도 숨 셰일의 화석들은 '거꾸로' 보존되어 있는데, 연조직은 섬세하게 남아있지만 단단한 부분은 탈염화해 종종 몰드로 남아있다. 이로 인해 케우르보스 화석에 부속지가 보존되어 있지 않으며 머리는 단편적으로나마 남아있다. 두 점의 표본(완모식표본의 경우 몸길이는 약 43cm이다)에 몸 전체가 남아있지만, 머리의 경우 단 한 점의 표본에만 남아있다. 머리에는 약 0.7배 너비의 머리방패 일부가 남겨져 있으며, 머리 내부의 다양한 근섬유 조각들과 함께 두 개의 특이한 아치형의 털이 많은 구조물이 보존되어 있다. 여러 개의 불규칙한 조각들도 보존되어 있으며, 그 중 하나는 화석 내의 다른 곳에서는 볼 수 없는 특이한 과립 구조를 가지고 있다. 아치형의 털이 많은 구조물은 아마도 부속지의 일부이며, 머리의 빈약한 보존은 이 화석표본이 움푹 들어간 자세로 보존되었음을 시사한다.

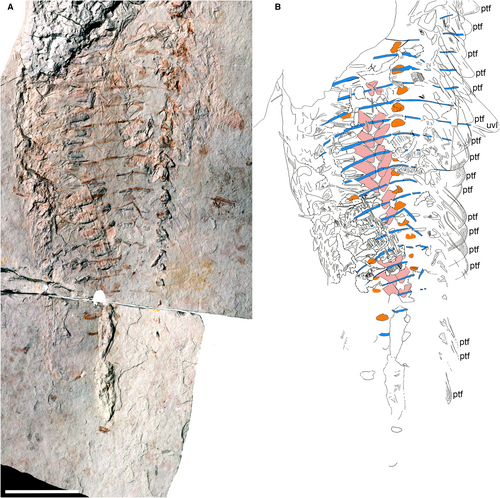
케우르보스의 측모식표본

### 윗부분

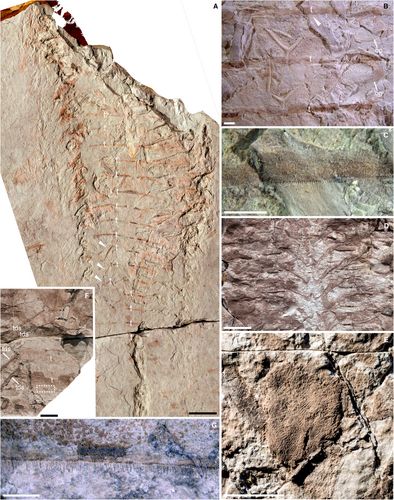
케우르보스의 윗부분

케우르보스의 체간부는 총 46개의 마디를 가지고 있으며, 각 등판(마디의 등쪽 부분)은 배판(배쪽 마디 부분) 하나와 상응한다. 이 몸통은 전방(앞쪽 끝) 8.5cm에서 후방 5.3cm로 완만하게 좁아진다. 등쪽 외골격은 본체에서 뻗어나가는 측모식을 제외하고는 눈에 띄지 않는다. 각 등판은 뒤쪽에 완만하게 구부러진 볼록 띠로 정의되며, 몸체 축과 정렬된 일련의 좁고 평행한 능선부도 뒤쪽 가장자리에 존재한다. 완모식표본의 경우 등판 경계부 사이의 큐티클은 미세한 오목부로 덮여 있으며, 외골격의 일부로 보이는 미세하게 융기된 갈색 요소의 조각도 포함되어 있다. 부모식표본의 경우 각 등판의 후방 끝이 겹쳐진 옆등판(몸으로부터 확장된 등판 일부)의 주름으로 둥글게 되어 있으며, 봉합선이 존재하지 않아 주요 등판과 구별되지 않는다. 이 주름의 앞쪽에는 좀 더 경화된 큐티클에 해당하는 것으로 보이는 두 개의 능선이 있으며, 두 능선 모두 규칙적이고 짧은 그루터기 모양의 돌출부로 덮여 있다. 제46마디 뒤로 체간부가 각각 완만히 볼록 테두리가 있는, 적어도 아홉 개의 엽 모양 구조로 이루어진 둥근 후방모서리로 크게 좁아진다. 제46마디와 이 엽들 사이로 큰 혹과 아치형 모서리가 있는 판이 보존되어 있다. 안타깝게도 아래 구조의 보존 상태가 좋지 않아 화석의 이 부분에 여러 개의 균열이 생겨 있어 꼬리판이 있는지 확인할 수 없다.

### 아랫부분

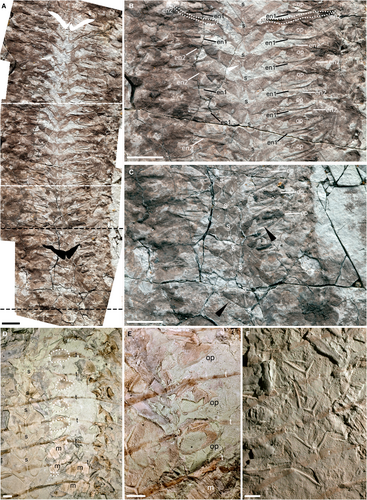
케우르보스의 아랫부분

케우르보스의 각 마디에는 중앙선을 따라 Y자형 구조로 만나는 대칭적인 일련의 판을 가지고 있다. 이 Y자형 구조는 앞쪽에 두 갈래가 있고 뒤쪽에 하나 더 짧은 갈래가 있으며, 각 갈래는 원형 단면을 가지고 있다. 이 구조물의 양쪽에는 두 개의 둥근사각형 판이 있으며(이는 가늘어지는 몸통과 함께 크기가 줄어든다), 아마도 배판으로 보이며, 거친 표면과 뒤쪽 가장자리를 따라 센털이 있다. 이 센털은 길이와 방향이 다양하며, 철면 모서리의 끝이 가장 길고 옆이 더 짧다. 완모식표본의 경우, 이 판들은 몸의 두 반쪽 사이에서 구별되며, 아래쪽으로 (몸의 선에서 멀어질수록) 끼어서 좁아지는 것처럼 보인다. 몸의 앞 절반(제1~27마디)의 경우 좁고 Y자형 구조가 없는 마디의 중심으로 합쳐지지 않는다. 그러나, 제27마디 이후에는 Y자형 구조로 넓어져 합쳐진다. 이는 실제 모양의 변화보다는 방향이나 분할 수준의 약간의 변화 때문일 것이다.
배판 바깥쪽에는 두 개의 타원형 및 사다리꼴 판이 보존되어 있으며(한 쌍에 마디 하나), 거친 질감과 후방모서리에 센털이 달린 것이 배판과 비슷하다. 완모식표본의 판은 타원형인 반면, 부모식표본에서는 더 사다리꼴이다. 완모식표본에서 이 판들은 또한 배판과 '결합하는' 것처럼 보이며, 판이 연속되어 있는 듯이 보인다.

#### 혈관층

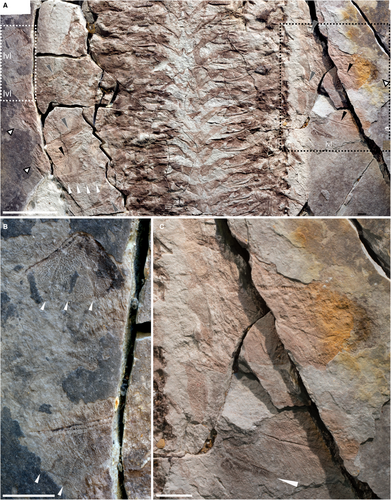
혈관층이 보이는 케우르보스의 화석

케우르보스 화석은 혈관층을 위쪽과 아래쪽 두 집단의 형태로 보존하고 있다. 상위박막층은 끝이 넓게 둥글고 약간 뒤로 기울어져 있으며, 전방 모서리에는 움푹 들어간 표면과 튼튼한 버팀목이 있고 후방 모서리에는 여러 개의 뭉툭한 돌기들이 나 있다. 버팀목 내부에는 긴 축에서 수직으로 이어지는 일련의 선들이 남아있으며, 중앙선을 따라 얇은 능선이 있다. 이 능선의 뒤쪽으로 여섯 개의 혈관 모양의 구조물들이 후방 모서리까지 뻗어 있다. 이러한 박막층 중 잘 보존된 것은잘 보존된 박막층 중 하나는 옆등판 주름과 동일한 질감을 가진 둥근 조각을 나타내, 이것이 비슷한 경도를 가지고 있음을 보여준다. 하위박막층은 다소 뒤로 치우친 어두운 선을 가지고 있으며, 그 옆에는 여러 개의 패인 부분이 있다. 이 패인 부분에서 세 개의 혈관이 갈라지며 상위박막층보다 간격이 좁다. 이와 함께, 더 미세한 문합(吻合)(교차연락) 자국이 남아있는데, 뚜렷한 모서리가 있는 대신 끝으로 갈수록 희미해진다. 이 박막층은 다른 절지동물들의 아가미를 닮아있어 동일한 기능을 수행했을 것으로 여겨진다.

### 내부 구조

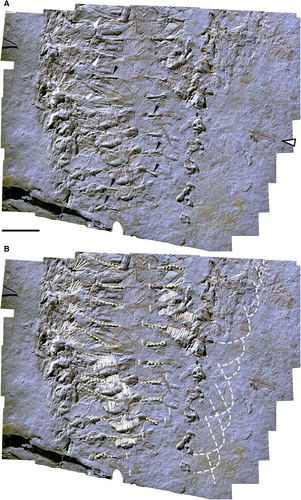
케우르보스 부모식표본의 내부 구조

케우르보스는 근육, 소화관, 건(腱) 등의 수많은 내부 구조물을 놀랍도록 보존하고 있다. 완모식표본에는 앞쪽으로 볼록한 긴 아치형 구조가 남아있으며, 몸을 따라 가로로 뻗어 있다(몸의 축을 따라 긴 변을 향하고 있다). 이 구조물의 정점은 아래쪽의 Y자형 구조에 있으며, 끝은 타원형 판의 바깥쪽으로 뻗어 있다. 대응 부위에 있는 인산칼슘으로 구성되어 있는 것처럼 보이며, 속돌기(체내의 구조물들을 고정시키는 역할을 하는 외골격 안쪽으로 자란 돌기)가 아닌 것처럼 보이기 때문에 그 본질은 알려져 있지 않다. 부모식표본의 뒷부분 주위로 중앙선에 선형의 3차원적 특징이 보존되어 있으며, 이는 아마도 장의 일부에 해당하는 것으로 퇴적물로 채워져 있을 것이다.

#### 내골격대
케우르보스에서 형태와 체간부에 따라 구별되는 두 종류의 내골격대(힘줄 비슷한 것)가 보인다. 첫 번째 종류는 가로로 배열되어 있으며 배판의 바깥 가장자리 근처에서 몸체 가장자리 근처까지 뻗어있다. 이것들은 종종 막대 모양이며 대부분 장축에 수직인 경향이 있다. 그러나, 부모식에서 이 유형은 종종 조직의 이음매로 둘러싸여 있거나 더 불규칙하고 밧줄같이 생겼다.이 구조들은 체벽 근처에서 삼각근 구역으로 확장된다. 두 번째 종류의 경우, 둥근사각형의 배판으로부터 뻗어 있으며, 종종 양 옆으로 가늘어지는 전방의 완만하게 오목한 곡선 구조를 형성한다. 하지만, 이러한 구조 중 일부는 좁은 선이 이들을 가로질러 나란히 뻗어 있어 더 견고하다.

#### 근육
케우르보스의 화석표본에는 몸 전체의 다양한 근육 부위가 남아있으며, 배판 옆에 있는 두 개의 부위(하나는 제1~7마디, 다른 하나는 제29~42마디)가 특히 잘 남아있다. 좀 더 뒤쪽 부위는 (보존되지 않은) 다리의 가로근일 가능성이 있으며, 세로 또는 약간 사선형의 섬유는 등세로근이다. 부모식의 경우 '배원전-내전근'(ventral remotor-adductor muscle)으로 추정되는 다섯 개의 삼각근 덩어리와 함께 세로 방향 종류로 보이는 근육띠가 남아있다.

## 분류
케우르보스에서 머리 및 다리의 빈약한 보존은 이를 기재한 저자들이 계통 분석를 수행하는 것을 불가능하게 했다. 그러나, 여전히 몇 가지 결론을 내릴 수는 있다. 케우르보스는 체벽이 완전히 경화되어 있어 진절지동물 내에 위치하며, 파라페이토이아(과거의 방사치류에 속한 분류군으로 배판이 있다)는 케우르보스와 매우 다른 배판 모양을 가지고 있다.
수많은 마디로 이루어진 케우르보스의 몸 구조는 다지류의 몸과 비슷한 구석이 있으나 일부 다른 특징이 이러한 가능성을 배제한다. 배각강과 달리 겹체절(등판 한 마디에 배판 두 마디인 구조)이 아니며 등판과 배판의 길이가 부정합되어있다. 게다가 현생 다지류처럼 기관 대신 혈관층으로 숨을 쉬었을 것이다.
캄브리아기의 크산토미리아(Xanthomyria)의 화석은 케우르보스와 좀 더 닮아있으며 비슷한 등판 장식이 달려있기도 하지만, 후자의 특성이 수렴적일지도 모른다. 이와 함께 케우르보스는 긴 옆등판 가시가 없고 짧은 주름만이 있기 때문에 보통의 체형만 비슷하다. 아르트로플레네우라목의 구성원 또한 케우르보스가 아르트로플레네우라에게서 보이는 돌기들과 독특한 다리판들이 모두 존재하지 않기 때문에 겉부분만 닮았음을 알 수 있다. 
케우르보스는 수많은 다른 분류군들과도 닮아있지만, 안타깝게도 모두 길고 상동인 몸통으로만 결합되어 있다. 푸시엔후이아목은 특이한 체간 끝부분이 있어 제외되며, 프세우도이우일리아와 메리스토소마의 경우 증거가 불충분하고, 대각류(enantiopod) 절지동물(아케로나우타와 타나지오스 같이 긴 몸을 가진 기저 범갑각류 그룹)도 마찬가지로 모호하게 비슷할 뿐이다.
머리에 보존된 근군은 저작 기능을 하는 큰턱을 지지하기에는 너무 작기 때문에, 대악동물로 여겨지지 않는다. 또한 케우르보스가 협각류에 속하기에는 머리근육이 전문화되어 있어 근연도 아니다.  우지동물내의 분류에서 제외되는데, 불완전한 꼬리 부위 때문에 배끝마디를 가졌을 것으로 보는 한편 다양한 절지동물 계통의 이원동구조와 특히 삼엽충의 동결생장과도 연관되어 더 약한 우지류라는 주장을 제기한다. 합쳐진 이 모든 것은 "대각류"의 지위가 부적합하지만 여전히 케우르보스가 속한 곳에 있을 수 있음을 의미하는데, 이는 모든 주요 절지동물 계통군이 제외되기 때문이다.

## 고순생물학

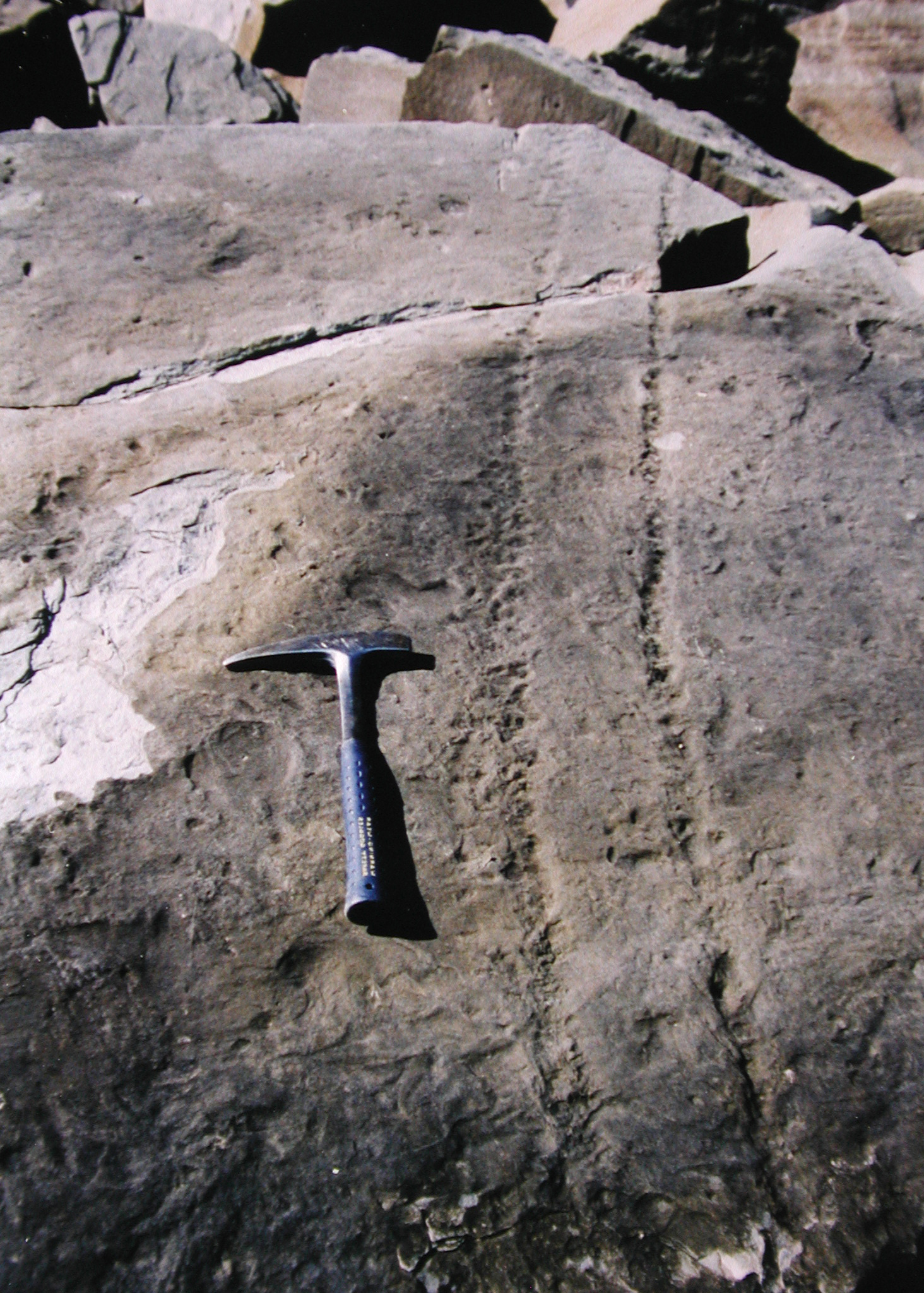
아르트로플레우라류의 것으로 보이는 석탄기의 디플리크니테스의 예시

케우르보스는 화석에서 다리가 남아있지 않아 세부적인 고순생물적 분석의 수행이 어려울 수 있다. 그러나, 일부 보존된 형질은 여전히 몇 가지 정보를 줄 수 있다. 먼저, 다리가 있었을 가능성이 높은데, 하부 혈관층은 겉다리로 보이며 그에 상응하는 안다리는 보존되지 않았다. 이이 혈관층은 아마도 아가미 역할을 하였을 것이 분명하며, 이는 해양분지의 무산소 조건(산소가 부족한 조건)에 적응한 것으로 추정된다. 하지만, 저생성 동물군의 존재로 보아, 적어도 짧은 시간 동안 조금의 산소가 공급되었을 것으로 여겨진다.
디플리크니테스(Diplichnites)에 해당하는 마티에스고드클루프(Matjiesgoedkloof) 산지의 발자국 화석은 케우르보스의 것일 수도 있는데, 이는 발자국 화석의 크기(발자국의 너비는 약 8cm이며, 케우르보스 몸 너비는 최대 15cm이다)가 케우르보스의 몸 크기 범위 내에 있기 때문이다. 이와 함께 디플리크니테스는 종종 아르트로플레네우라류 이와 더불어, 디플리크니테스는 보통 다른 지역의 아르트로플레네우라류와 관련이 있기 때문에, 이들과 케우르보스 사이의 주목할 만한 유사점들은 이 흔적들을 만들어냈음을 시사할 수 있다. 게다가 화석이 발견된 케우르보스 산지와 마티스고에드클루프 지역은 거의 같은 시기에 발견되었며, 서로 약 30km 떨어져 있어 (트랜섹트를 형성하고 있다) 이 가설에 추가적인 증거를 덧붙인다.